# Lainate
Lainate é uma comuna italiana da região da Lombardia, província de Milão, com cerca de 23.308 habitantes. Estende-se por uma área de 12 km², tendo uma densidade populacional de 1942 hab/km². Faz fronteira com Caronno Pertusella (VA), Origgio (VA), Garbagnate Milanese, Nerviano, Arese, Rho, Pogliano Milanese.

## Demografia
| Variação demográfica do município entre 1861 e 2011                               |
|                                                                                   |
| Fonte: Istituto Nazionale di Statistica (ISTAT) - Elaboração gráfica da Wikipedia |